# Hermann Lange
Blahoslavený Hermann Lange (16. dubna 1912, Leer – 10. listopadu 1943, Hamburk) byl německý římskokatolický duchovní, oběť nacistického pronásledování katolické církve. V roce 2011 byl spolu se svými spolupracovníky – Johannesem Prasskem a Eduardem Müllerem beatifikován a spolu s nimi je slavena jeho liturgická památka 10. listopadu.

## Život
Narodil se do středostavovské učitelské rodiny v Leeru a zde prožil poklidné dětství. Velkým vzorem pro něj byl jeho stejnojmenný strýc, kanovník osnabrücké kapituly Hermann Lange. V průběhu gymnaziálních studií se připojil ke studentskému hnutí Neudeutschland, které bylo součástí katolického reformního hnutí a nesouhlasilo s nastupujícím nacismem. V tomto období se Hermann rozhodl pro kněžství.
Na kněze byl vysvěcen v Osnabrücku v roce 1938, poté co v Münsteru vystudoval teologii. Působil v duchovní správě postupně v Neustadtgödens a Lohne bei Lingen. Od 1. června 1939 působil ve farnosti při kostele Nejsvětějšího Srdce Ježíšova v Lübecku. Věnoval se pastoraci mládeže. Jeho známí jej popisovali jako vážného člověka s pedagogickým talentem, intelektuála. Jeho kázání měla vysokou úroveň. Nacismus označoval za hrůzný a mezi svými přáteli velice kritizoval nacistické válečné zločiny. Podílel se rovněž na šíření protinacistických letáků a opisů kázání biskupa bl. Galena, který své protinacistické postoje nikterak netajil.
Dne 15. června 1942 byl Hermann Lange zatčen gestapem. Spolu s ním byli uvězněni jeho spolubratři kněží Prassek a Müller a protestantský pastor Stellbrink. Lange sdílel se Stellbrinkem celu. Po ročním vyšetřování byl odsouzen k trestu smrti a 10. listopadu 1943 v 18.26 hod. sťat gilotinou v Hamburku.

## Beatifikační proces
Papež Benedikt XVI. dal souhlas k beatifikaci 1. července 2010. Akt beatifikace vykonal jménem papeže (jako jeho legát) kardinál Walter Kasper v kostele Nejsvětějšího Srdce Ježíšova v Lübecku 25. června 2011. Spolu s Hermannem Langem byli beatifikováni též Eduard Müller a Johannes Prassek.

## Odkazy

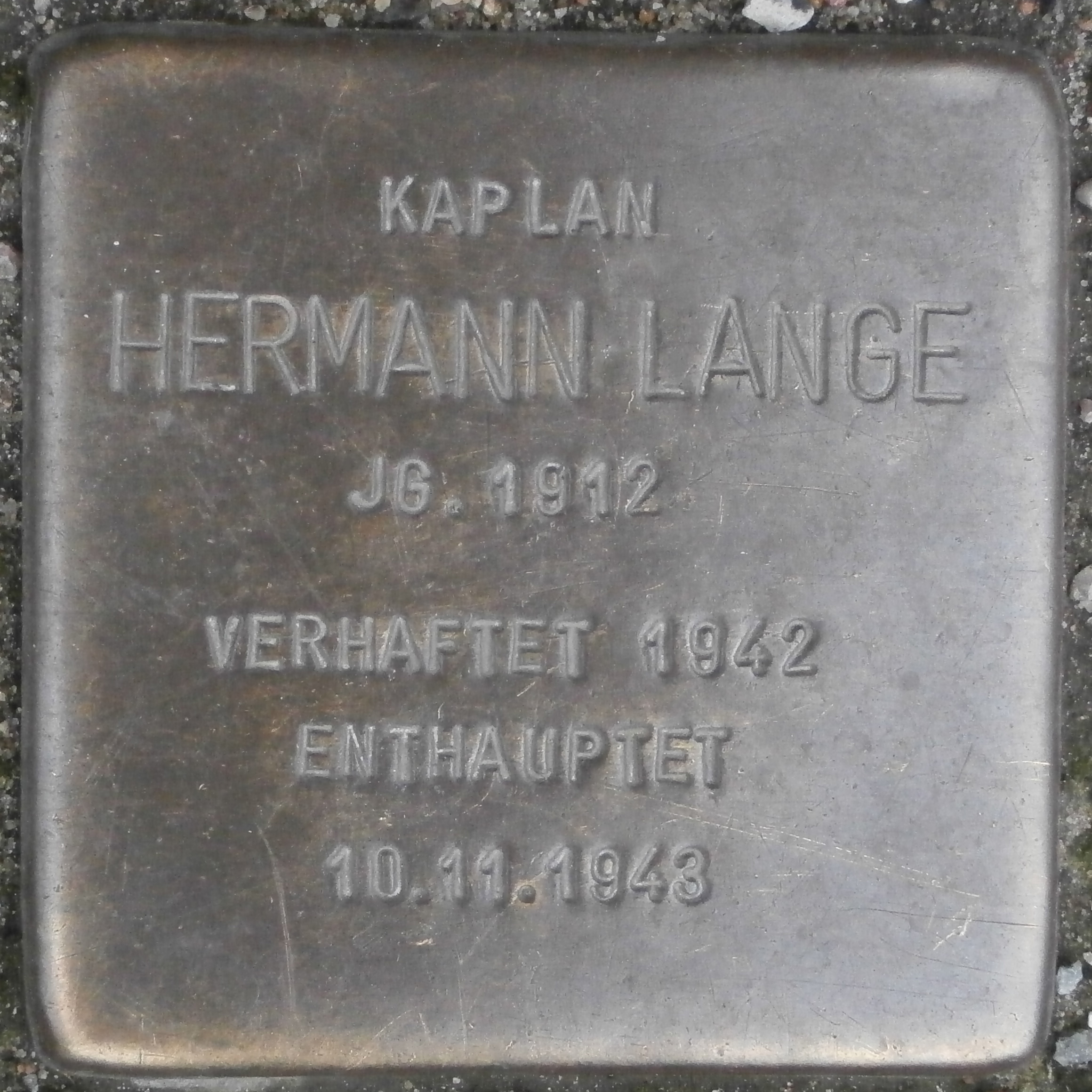
Stolpersteine věnovaný bl. Hermannu Langeovi